# Ahmed Jásin
Šejch Ahmad Ismail Jásin (arabsky: الشيخ أحمد ياسين, narozen 28. června 1937, Al-Jura, Distrikt Gaza – 22. března 2004, Gaza, Pásmo Gazy) byl spolu s Abdelem Azizem al-Rantissi spoluzakladatelem palestinské militantní islamistické organizace Hamás. Byl vůdcem této organizace, která má na svědomí nespočet ozbrojených a sebevražedných útoků proti izraelským civilistům.
Byl téměř slepý paraplegik, od sportovní nehody ve 12 letech upoután na invalidní vozík. Byl zabit izraelským vojenským vrtulníkem rámci tzv. mimosoudní likvidace 22. března 2004 v Gaze. Jeho zabití si vyžádalo život sedmi dalších osob včetně dvou tělesných strážců a přineslo kritiku Izraele. Mnoho pozorovatelů ze zahraničí předpokládalo, že bude mít negativní dopad na mírový proces. Jeho pohřbu se zúčastnilo na 200 tisíc palestinských Arabů.